# Milan Vízek
Milan Vízek (* 3. února 1962) je bývalý český fotbalový útočník. Jeho bratrem je bývalý československý fotbalový reprezentant Ladislav Vízek.

## Fotbalová kariéra
V československé lize nastoupil v 8 utkáních za TJ Sklo Union Teplice.

## Ligová bilance
| Ročník           | Zápasy | Góly | Klub                  |
| ---------------- | ------ | ---- | --------------------- |
| I. liga 1983/84  | 8      | 0    | TJ Sklo Union Teplice |
| II. liga 1984/85 | 14     | 2    | TJ Sklo Union Teplice |
| II. liga 1985/86 | 29     | 14   | TJ Sklo Union Teplice |
| II. liga 1986/87 | 25     | 14   | TJ Sklo Union Teplice |
| II. liga 1987/88 | 14     | 2    | TJ Sklo Union Teplice |
| CELKEM           | 90     | 32   |                       |